# Henner Gladen
Henner Gladen ist ein deutscher Sänger christlicher Musik im Stil des Evangeliumsliedes bis hin zur christlichen Popmusik der 1970er Jahre. 

## Leben und Wirken
In den 1960er Jahren wurde Henner Gladen vom christlichen Plattenlabel Frohe Botschaft im Lied als dessen damals jüngster Interpret entdeckt und produziert. Nach anfänglichen Solopartien neben dem Wetzlarer Evangeliumschor emanzipierte sich Gladen zunächst zum gitarrenbegleiteten Jungtalent und trat schließlich mit eigener Band auf und wechselte damit in das progressivere Sublabel Songs der Frohen Botschaft des Verlags.
Beruflich entschied sich Gladen jedoch für das Lehramt und ließ seine Musikkarriere seither weitestgehend ruhen. Eine Ausnahme war 2011 das Nostalgiekonzert Unvergessen – Lieder, die bleiben, von Gerth Medien und ERF Medien gemeinsam veranstaltet. Neben weiteren Interpreten der Evangeliumslieder der 50er und 60er Jahre wie Doris Loh, Martin Gerhard und Elsa & Ernst August Eicker und einem Projektchor aus ehemaligen Sängern von bekannten Chören wie dem Wir-singen-für-Jesus-Chor und dem Wetzlarer Evangeliums- sowie Jugendchor trat auch Henner Gladen in Rückbesinnung auf seinen frühen Stil auf.

## Diskografie

### Singles
- Ihr Schnitter in der weißen Ernte / Draußen im Dunkel. Songs der Frohen Botschaft
- Möchtest du Freud?. Songs der Frohen Botschaft
- Ich sorge nicht / Sonnenschein der Gnade Jesu Frohe Botschaft im Lied
- Blicke nach oben. Songs der Frohen Botschaft
- Wo sind die Schnitter / Der Dienst für den Heiland. Songs der Frohen Botschaft
- Jesu, Heiland, steure du. Frohe Botschaft im Lied
- Schön ist das Leben / Nie allein / Jesus allein gibt Heil und Leben / Jesus, mein Herr, wird immer mich lieben. Frohe Botschaft im Lied
- O welch Wunder / Traue dem Herrn. Songs der Frohen Botschaft
- Jesus ist es, der dich liebt / Jesus Christus steht zu uns. Songs der Frohen Botschaft
- Gott ist mein Hort / Ein Heim gibts in der Höh. Frohe Botschaft im Lied
- Wir singen von Freude. Frohe Botschaft im Lied (mit: Wetzlarer Evangeliumschor)

### LPs
- Mein Leben war ein einzig Jagen. Gitarrenlieder. Frohe Botschaft im Lied
- Gott ist anders. Hänssler Music DNB 353315931

### CDs (Compilation)
- Unvergessen – Lieder, die bleiben 2. Gerth Medien
- Unvergessen – Lieder, die bleiben 3. Gerth Medien
- Unvergessen – Lieder, die bleiben 7. Gerth Medien